# Доннхад Донн
Доннхад Дон (Доннхад Донн мак Флайнн, также Дункан Коричневые Волосы, сын Фланна; ирл. Donnchad Donn mac Flainn; умер в 944) — верховный король Ирландии (919—944) и король Миде (919—944).

## Биография

### Происхождение и борьба за власть
Доннхад Донн принадлежал к роду Кланн Холмайн, ветви Южных Уи Нейллов. Он был сыном верховного короля Ирландии Фланна Синна и его жены Гормлайх инген Фланн мак Конайнг (ирл. — Gormlaith ingen Flann mac Conaing). Дата его рождения неизвестна, но он был уже взрослым в 904 году, когда бросил вызов своему отцу в аббатстве Келлс.
«Анналы Ульстера» сообщают, что Доннхад Донн восстал против своего отца, верховного короля Ирландии Фланна Синны. Он и его сторонники укрылись за стенами Келлского аббатства, вскоре окружённого войском Фланна. Верховный взял штурмом аббатство, захватил союзников Доннхада Донна и казнил их.
Доннхад снова восстал против своего отца в 915 году при поддержке своего брата Конхобара, но это восстание также было подавлено. Наследником трона был провозглашён Ниалл Глундуб. Это произошло вопреки желанию короля Фланна Синна, уже потерявшему двух своих любимых сыновей, которым хотел передать трон. Дело в том, что согласно тогдашним обычаям и неписаным законам в Ирландии титул верховного короля передавался поочерёдно то к представителям Южных Уи Нейллов, то к их родичам из числа Северных Уи Нейллов.
Когда Фланн Синна скончался в 916 году, титул верховного короля Ирландии получил Ниалл Глундуб, престол Миде — Конхобар, а Доннхад Донн стал главой септа Кланн Холмайн. Однако правление и Ниалла, и Конхобара было недолгим: 14 сентября 919 года верховный король Ниалл Глундуб и король Миде Конхобар и ещё 20 вождей ирландских кланов были убиты в битве с викингами, которые вновь напали на Ирландию и захватили обширные территории. Среди погибших были и муж сестры Доннхада, Мел Михиг мак Фланнакайн (ирл. — Máel Mithig mac Flannácain), и сын брата Ниалла Глундуба и Флайхбертах мак Домнайлл (ирл. — Flaithbertach mac Domnaill), который был наследником трона верховных королей Ирландии, и много других знатных ирландцев. После этого Доннхад Донн захватил как престол верховных королей Ирландии, так и власть над королевством Миде. В том же роковом для Ирландии 919 году Доннхад Донн ослепил своего брата Аэда, затем убил другого брата. Анналы повествуют: «Домналл, внук Маэла Сехнайлла, был предательски убит своим братом Доннхадом Донном во время борьбы за трон».

### Верховный король Ирландии

Ирландия в середине IX — начале XI века

Первое, что сделал Доннхад Дон, став верховным королём Ирландии — это начал (точнее, продолжил) войну против викингов. Боевые действия развернулись в современном графстве Лаут. Викинги были разбиты в битве и, по свидетельству анналов, «много иностранцев было убито». И в дальнейшем всё своё правление Доннхад Донн вел ожесточённую борьбу против викингов. За это его называли «Гектор западного мира». Зять Доннхада Донна, неутомимый король Айлеха Муйрхертах мак Нейлл по прозвищу Кожаный Плащ, был союзником и помощником верховного короля в борьбе с викингами. Вероятно, именно он бы и унаследовал трон верховных королей Ирландии, если бы не погиб в бою против викингов 28 февраля 943 года. Однако отношения между ними не всегда были хорошими: анналы сообщают о их конфликтах в 927, 929 и 938 годах. Жена Муйрхертаха Кожаный Плащ умерла в 940 году. В 941 году Муйрхертах совершил поход в королевства Миде, Осрайге и Мунстер, взял от короля Мунстера Келлахана Кашиля заложников, продемонстрировав этим ограниченность власти верховного короля Ирландии.
После смерти Доннхада Донна в 944 году титул верховного короля Ирландии захватил Конгалах Кногба из клана Сил Аэдо Слане, части Южных Уи Нейллов. Таким образом, чередование представителей Южных и Северных Уи Нейллов на троне верховных королей было нарушено вследствие гибели Муйрхертаха Кожаного Плаща. Королём Миде стал Энгус, сын Доннхада Донна.
Сестра Доннхада, Гормфлайх инген Фланн Сенна (ирл. — Gormflaith ingen Flann Sinna) (870—948), последовательно была королевой Мунстера, Лейнстера и Тары. Её первым супругом стал Кормак мак Куйленнайн (? — 908), король Мунстера (902—908), погибший в битве против верховного короля Фланна Синны. Вторично она вышла замуж за Кербалла мак Муйрекана (? — 909), короля Лейнстера (885—909). После смерти второго мужа Гормфлайх в третий раз вышла замуж за своего сводного брата Ниалла Глундуба (? — 919), короля Айлеха (911—919) и верховного короля Ирландии (916—919).

### Семья

#### Браки
Доннхад Донн был трижды женат:
- Кайннех инген Каннанан (ирл. — Cainnech ingen Canannán) (ум. 929), дочь главыКенел Конайлл, ветви Северных Уи Нейллов
- Орлайт инген Кеннетиг (ирл. — Órlaith íngen Cennétig), сестра Бриана Бору из клана Дал Кайс (ирл. — Dál gCais), казнённая в 941 году по приказу Доннхада Донна по причине супружеской измены с его сыном Энгусом
- Дуб Лемна инген Тигеарнайн (ирл. — Dub Lémna ingen Tighearnáin) (ум. 943), дочь короля Брейфне.

Чарльз Догерти отмечает, что все три брака короля Доннхада Донна были политическими, так как в то время кланы и королевства Кенел Конайлл, Дал Кайс, Брейфне обладали большим влиянием в Ирландии.

#### Дети
- Конн (ум. 944)
- Энгус мак Доннхада (ум. 945), король Миде (944—945)
- Домналл Донн (ум. 952), король Миде (951—952), отец будущего верховного короля Ирландии Маэл Сехнайлла мак Домнайлла
- Фланн инген Доннхада (ирл. — Flann ingen Donnchadha) (ум. 940), жена Муйхертаха мак Нейлла.
- Эбфинн инген Доннхада (ирл. — Óebfhinn ingen Donnchadha) (ум. 952).